# Ligne ondulée

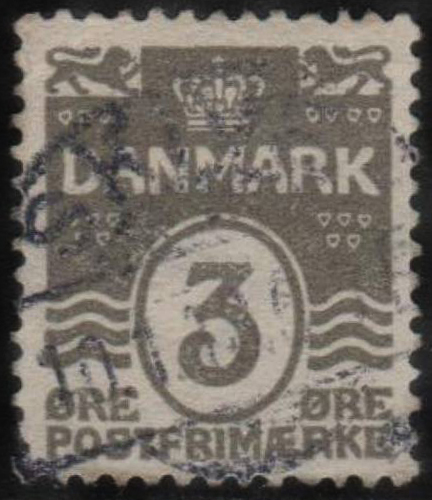
Timbre la série Ligne ondulée.

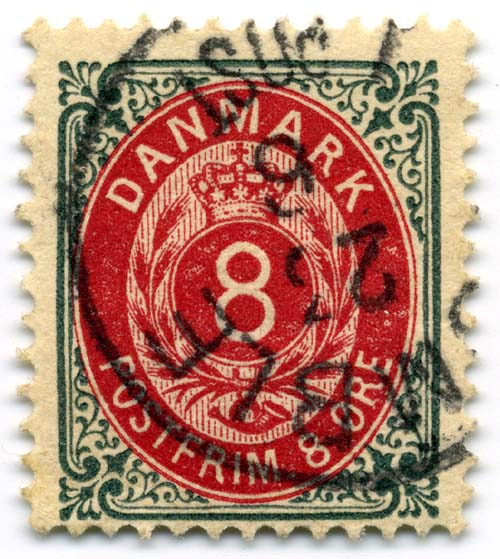
Timbre de la série bicolore remplacée par la série Ligne ondulée.

La Ligne ondulée (Bølgelinie en danois) est un type de timbre-poste d'usage courant utilisé au Danemark depuis la première émission du 22 juillet 1905. C'est la seconde plus vieille série d'usage courant encore émise, devancée par la série Cor postal toujours utilisée en Norvège depuis 1872.

## Dessin et évolution
Le dessinateur de ce timbre est l'architecte Julius Therchilsen (1873-1954). Il participe en 1902 à un concours pour créer un nouveau type - « simple par sa composition, facile à lire, et peu compliqué à imprimer » - qui doit remplacer une série bicolore de 1870 et de Petites armoiries de 1892.
La valeur faciale est inscrite dans un ovale central, surmonté du nom du pays « DANMARK ». En haut du timbre, une couronne et de deux lions héraldiques finissent d'identifier le pays d'origine. L'ovale semble baigner dans trois vagues représentant les trois chenaux reliant la mer Baltique à la mer du Nord : le Grand Belt, le Petit Belt et l'Øresund. À ce dessin de Therchilsen, la poste danoise lui fit ajouter de petits cœurs dans la partie médiane du timbre.
Depuis la première émission en 1905, le type Ligne ondulée a connu peu de modifications :
- en 1932, lors du passage de la gravure sur cuivre à la gravure sur acier pour une impression en taille-douce, Therchilsen doit ôter les cœurs et ajoute un fin ovale à l'intérieur du premier pour conserver une certaine qualité d'impression,
- en janvier 1981, une augmentation de tarif impose l'émission d'un Ligne ondulée de 100 øre. Claus Achton Friis dessine des chiffres de taille inférieure pour pouvoir imprimer une valeur de trois chiffres dans l'ovale,
- pour le centenaire, en 2005, les progrès de la gravure sur acier permettent le retour des petits cœurs.

Un concours organisé en 1962 pour remplacer le dessin n'a pas été concluant pour la poste danoise.
Cette série a été utilisée en usage courant aux côtés de plusieurs séries : celles portant les portraits des souverains régnants, le type Caravelle des années 1920 et 1930 et les Petites armoiries nationales depuis 1946. Elle figure également sur le timbre commémorant l'émission en 1933 du premier timbre danois gravé en taille-douce.

## Aux îles Féroé
Les Lignes ondulées du Danemark ont servi jusqu'en 1938 au Groenland et jusqu'en 1975 aux îles Féroé.
Pendant la Seconde Guerre mondiale, en raison de l'occupation du Danemark par les troupes allemandes, l'armée britannique occupe l'archipel des Féroé. Les responsables des postes à Tórshavn décident d'augmenter les tarifs postaux et de surcharger leurs stocks de timbres en conséquence. Parmi les cinq timbres qui sont concernés, trois sont au type Ligne ondulée : le 1 øre vert-noir et le 5 øre bordeaux surchargés « 20 » et le 6 øre orange-jaune surchargé « 60 ».